# استمناء
الاستمناء أَو العادة السرية، وكانت تُعرف في الجاهليَّة باسم جَلْدِ عُمَيْرَة، هي عملية استثارة جنسية عند الثدييات تتم في العادة باستثارة الأعضاء الجنسية بهدف الوصول إلى النشوة الجنسية وهي ليست بديلاً عن العملية الجنسية.
تنتشر العادة السرية بنسبة كبيرة لدى الإنسان وتتم بتحريك وحك الشفرات والبظر من الخارج أو إدخال أجسام داخل المهبل بالنسبة للإناث، وحك القضيب بالنسبة للذكور. والعادة السرية تتم عادةً باستخدام اليد كما هو الحال في الأسود والقردة. وقد يتم استعمال وسائل آلية أخرى كما هو الوضع عند الإنسان. وعادة ما يكون الاستمناء ذاتياً وإن كانت بعض أشكاله تتم عبر علاقات تبادلية يقوم بها كل فرد بدور يد المستمني، وهو ما يُطلق عليه الاستمناء المتبادل.

## الأساليب
يتضمن الاستمناء أو العادة السرية لمس، أو ضغط، أو فرك أو تدليك شخص ما للمنطقة التناسلية الخاصة بالذكر أو الأنثى، إما باستخدام الأصابع (تصبيع) أو أجسام يتم إدخالها في المهبل أو الشرج (طالع استمناء شرجي) وباستثارة القضيب أو الفرج باستخدام أجهزة كهربائية تُحدث ارتجاجات أو اهتزازات (بالإنجليزية: vibrator) والتي يمكن أن يتم إدخالها في المهبل أو الشرج. كما قد تشمل العادة السرية لمس، فرك أو قرص الحلمتان أو المناطق الأخرى المثيرة للشهوة الجنسية أثناء الاستمناء. يستخدم بعض الأفراد من كلا الجنسين مواد تزييت لتكثيف الإحساس.
قراءة أو عرض مواد إباحية أو خيال جنسي أو محفزات شبقية أخرى قد تؤدي إلى رغبة في التخفيف من التوتر الجنسي بنشاطات جنسية مثل الاستمناء.
يحصل بعض الأشخاص على متعة جنسية عن طريق إدخال أجسام مثل المجسات الإحليلية وهي أجسام رفيعة وملساء جداً تستخدم في الطب لزيادة قطر الإحليل وتستخدم أيضاً في السياق الجنسي عند الاستمناء حيث يتم إدخالها للإحليل، ومثل هذه الممارسات قد تؤدي إلى إصابات خطيرة أو الإصابة بالعدوى. بعض الأشخاص يُمارسون العادة السِرية عن طريق استخدام أجهزة تحاكي عملية الجماع. بعض الأشخاص يمارسون العادة السرية حتى يصلوا إلى مرحلة ما قبل الذروة الجنسية (أو ما قبل القذف) ويتوقفون لفترة حتى يقللوا استثارة العضو التناسلي ثم يعاودون الممارسة مرة أخرى، قد يكررون هذه العملية أكثر من مرة. عملية التوقف والإستمرار هذه يُمكنها أن تُحقق ذروة جِنسية أقوى. هناك حالات نادرة من الناس ممن يوقفون الممارسة قبل الذروة ليحافظوا على طاقتهم عالية التي تنخفض بعد الذروة. هذه الممارسة يمكن أن تسبب شعور غير مريح نتيجة احتقان الحوض.

## الصحة والآثار النفسية
هناك عدة آراء حول ما إذا كان الاستمناء يسبب ضررا أم لا
الرأي الاول وهو الذي يدّعي بأن للعادة السرية اثار كثيرة على الصحة النفسية والجسدية منها:
الآثار النفسية نتيجة ممارسة العادة السرية ومشاهدة المحتويات الإباحية كالشعور بالذنب وانعدام الثقة بالنفس، كذلك تتراجع كثافة المادة الرمادية في بعض أجزاء المخ لديهم، مما يؤدي إلى تراجع وظائفهم الدماغية بسبب التحفيز مرتفع الوتيرة لمركز الشعور باللذة. ويحدث ذلك أيضا بسبب التفكير بالأمور الجنسية أثناء الممارسة، كذلك ذكروا بأن العادة تسبب الاكتئاب نتيجة حدوث خلل في مركز المكافأة في الدماغ.
الآثار الأضرار على الجسم
مثل تراجع الاحساس الجنسي بسبب ممارسة العادة باستمرار مما يؤثر ذلك على الانتصاب وسرعة القذف.
عدم الاستمتاع بالعملية الجنسية بعد الزواج مثل عدم قدرتها على الوصول للنشوة مما يؤثر على علاقة الزوجين، سهولة الوقوع بإدمان هذه العادة وأعراضها الانسحابية الشديدة عند الإقلاع عنها.
الاستمرار بممارستها حتى بعد الزواج نتيجة عدم قدرة الجسم على الاستثارة الا بهذه الطريقة نتيجة تعود الدماغ على ذلك. التوقف عن الاستمناء أفضل لبناء العضلات بسبب تأثيرها على هرمون التستوستيرون. وقد قال بعض الذين يأخذون بهذا الرأي بأن تأثيرها اكثر ويصل الى تورم القضيب والاصابة بحكة القضيب وسرطان البروستاتا وضعف العظام
على على أن الاستمناء عملية صحية سليمة وعادة نفسية طبيعية. الاستمناء مرحلة طبيعية يمر بها الأفراد البالغون ويشعر المرء بحالة من الراحة والتخفيف من حالات الاكتئاب بل وربما تعد الحالة المُثلى لممارسة الجنس بصورة آمنة. من جهة أخرى يعد الاستمناء وسيلة فعالة لتعويض النقص الذي قد يفتقر إليه أحد الزوجين أثناء ممارسة الجماع بسبب مشاكل قد يعانيها الجنس الآخر. ي
يعمل الاستمناء أيضاً على تخفيض ضغط الجسم وبالتالي فقد يكون ذا فائدة لمن يعانون من ارتفاع في الضغط وضرر على من يعانون من انخفاض في الضغط.
في عام 2003، وجد فريق البحث الإسترالي متخصص في أبحاث السرطان بقيادة غراهام جيلز، أن الذكور الذين يمارسون الاستمناء بصورة متواصلة تكون احتمالية إصابتهم بسرطان البروستاتا أقل. وأن الرجال في العشرينات الذين يمارسون الاستمناء بمعدل خمسة أو أكثر أسبوعياً تكون مخاطر إصابتهم أقل بكثير. إلا أنهم لم يتمكنوا من معرفة العلاقة السببية المباشرة. وأشارت الدراسة أيضاً إلى أن زيادة القذف عن طريق الاستمناء بدلاً من الجماع سيكون أكثر فائدة لأن الجماع يرتبط دائماً مع الأمراض المنقولة جنسياً التي قد تزيد من خطر الإصابة بسرطان. ومع ذلك يبدو أن عملية الاستمناء ترتبط بشكل أو بآخر بالسن. حيث خلصت دراسة أُجريت عام 2008 أن القذف المتكرر لمن تتراوح أعمارهم بين 20 و 40 قد تكون مرتبطة بارتفاع مخاطر الإصابة بسرطان البروستاتا. من ناحية أخرى، فإن الدراسة تقول أن القذف المتكرر في الخمسينات تكون مرتبطة مع انخفاض هذه المخاطر.
وقد أُجريت دراسة عام 1997 على 918 رجل أثبتت أن هناك علاقة عكسية بين النشاط الجنسي وحالات الوفاة بالأزمة القلبية. حيث كان خطر الوفاة أقل بـ50% لهؤلاء الذين يُمارسون نشاط جنسي أكثر من أقرانهم.

## العادة السرية عند الجنسين
بيّنت دراسة أجراها ألفريد كينسي على مجموعة مُختارة من الأميركيين البيض أن نسبة 92% من الرجال و 62% من النساء قد مارسوا العادة السرية في فترة من حياتهم.

## الآراء الدينية

### المسيحية
لقد قال القديس بولس الطرسوسي في رسالته إلى أهل كورنثوس: «أَمَا تَعْلَمُونَ أَنَّكُمْ هَيْكَلُ اللهِ، وَرُوحُ اللهِ يَسْكُنُ فِيكُمْ؟» (1كو 16:3). وقال أيضًا: «أَمْ لَسْتُمْ تَعْلَمُونَ أَنَّ جَسَدَكُمْ هُوَ هَيْكَلٌ لِلرُّوحِ الْقُدُسِ الَّذِي فِيكُمُ، الَّذِي لَكُمْ مِنَ اللهِ، وَأَنَّكُمْ لَسْتُمْ لأَنْفُسِكُمْ؟* لأَنَّكُمْ قَدِ اشْتُرِيتُمْ بِثَمَنٍ. فَمَجِّدُوا اللهَ فِي أَجْسَادِكُمْ وَفِي أَرْوَاحِكُمُ الَّتِي هِيِ للهِ» (1كو 19:6-20)
و قد ورد في أصحاح 5 من إنجيل القديس متّى ناقلاً ما قاله يسوع المسيح: ««قَدْ سَمِعْتُمْ أَنَّهُ قِيلَ لِلْقُدَمَاءِ: لاَ تَزْنِ.* وَأَمَّا أَنَا فَأَقُولُ لَكُمْ: إِنَّ كُلَّ مَنْ يَنْظُرُ إِلَى امْرَأَةٍ لِيَشْتَهِيَهَا، فَقَدْ زَنَى بِهَا فِي قَلْبِهِ.».
البر الأصغر هو عدم الزنا بالفعل، أما برّ ملكوت الله الأعظم فهو عدم ارتكاب الزنا، فأن مجرد النظر إلى أي امرأة بدافع الشهوة الجنسية سواء كان ذلك نظراً بالعين المجردة أو التخيل بدافع الشهوة الجنسية فإنه قد زنا في كلتا الحالتين.

### الإسلام
بشكل عام، يُحرِّم علماء الإسلام الاستمناء، باستثناء حالات مخففة. حيث في القرآن، ورد نص في سورة المؤمنون: ﴿وَالَّذِينَ هُمْ لِفُرُوجِهِمْ حَافِظُونَ ۝٥﴾ [المؤمنون:5] ﴿إِلَّا عَلَى أَزْوَاجِهِمْ أَوْ مَا مَلَكَتْ أَيْمَانُهُمْ فَإِنَّهُمْ غَيْرُ مَلُومِينَ ۝٦﴾ [المؤمنون:6] ﴿فَمَنِ ابْتَغَى وَرَاءَ ذَلِكَ فَأُولَئِكَ هُمُ الْعَادُونَ ۝٧﴾ [المؤمنون:7].
يشجع علماء الإسلام أيضاً المسلمين على الصيام للحد من الرغبة الجنسية إذا كانوا لا يستطيعون الزواج، كما كان ذلك توصية من النبي محمد ففي حديث له قال «يا معشر الشباب من استطاع منكم الباءة فليتزوج فإنه أغض للبصر وأحصن للفرج، ومن لم يستطع فعليه بالصوم فإنه له وجاء» (متفق عليه).
وعلى الرغم من عدم وجود حديث مسند صحيح عن النبي حول الاستمناء بحد ذاته إلا أنه وحسب معظم الفقهاء لا يزال يجوز باعتباره وحسب قاعدة «أهون الشرّين» وهي قاعدة في فقه الإسلام تقول بتحول الفرد لأقل الأفعال خطأً حيث أن الشاب إذا شارف على الزنا (ممارسة الجنس من دون زواج) فيجب عليه أن يختار العادة السرية لتجنب الزنا.